# San Domenico di Guzman (titre cardinalice)
La diaconie cardinalice de San Domenico di Guzman (Saint Dominique de Guzmán) est instituée le 18 février 2012 par Benoît XVI et rattachée à l'église San Domenico di Guzman (it) qui se trouve dans la zone Tor San Giovanni au nord de Rome.

## Titulaires
- Manuel Monteiro de Castro (2012-)

### Source
- (it) Cet article est partiellement ou en totalité issu de l’article de Wikipédia en italien intitulé « San Domenico di Guzmán (diaconia) » (voir la liste des auteurs).